# Papsura
Der Papsura ist ein Berg im Westhimalaya im indischen Bundesstaat Himachal Pradesh.
Der 6451 m hohe Berg liegt an der Grenze der Distrikte Lahaul und Spiti und Kullu. Er befindet sich in der Himalaya-Hauptkette unweit des Abzweigs der Pir-Panjal-Gebirgskette. Die Gletscher an der Ostflanke des Papsura münden in den Bara-Shigri-Gletscher.
Die Zwillingsgipfel Dharamsura (6420 m; 1,72 km südöstlich) und Papsura sind in Lahaul als „die Gipfel von Gut und Böse“ bekannt.
Geoffrey Hill und Colin Pritchard bestiegen den Berg als Erste am 3. Juni 1967. Sie erreichten den Gipfel über den westlichen Couloir der Südflanke.